# Palets Rock
Der Palets Rock (russisch Скала Палец Skala Palez, deutsch ‚Fingerfelsen‘) ist ein isolierter Felsvorsprung im ostantarktischen Königin-Maud-Land. Er ragt auf halbem Weg zwischen dem Aerodromnaya Hill und der Schirmacher-Oase auf.
Teilnehmer der Deutschen Antarktischen Expedition 1938/39 unter der Leitung des Polarforschers Alfred Ritscher erstellten erste Luftaufnahmen und nahmen eine grobe Kartierung vor. Sowjetische Wissenschaftler kartierten den Felsvorsprung 1961 erneut und nahmen auch die deskriptive Benennung vor. Das Advisory Committee on Antarctic Names übertrug die russische Benennung 1970 in einer Teilübersetzung ins Englische.